# Cumignano sul Naviglio

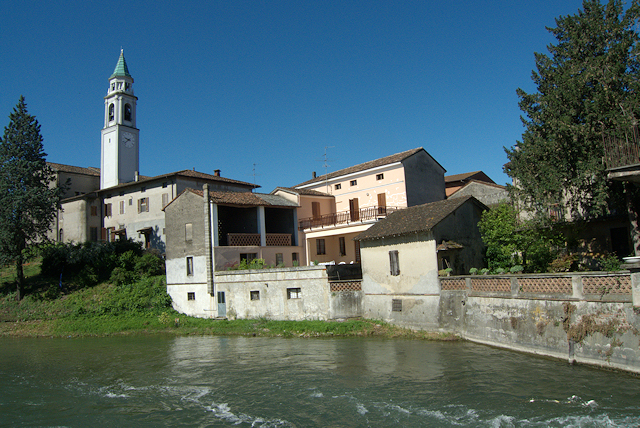
Blick auf Cumignano sul Naviglio

Cumignano sul Naviglio (lombardisch Cümignà) ist eine Gemeinde (comune) in der Lombardei, Italien, mit 402 Einwohnern (Stand 31. Dezember 2023) in der Provinz Cremona. Die Gemeinde liegt etwa 28,5 Kilometer nordnordwestlich von Cremona. 